# Dichotomius opalescens
Dichotomius opalescens är en skalbaggsart som beskrevs av Felsche 1910. Dichotomius opalescens ingår i släktet Dichotomius och familjen bladhorningar. Inga underarter finns listade i Catalogue of Life.